# William Westmoreland

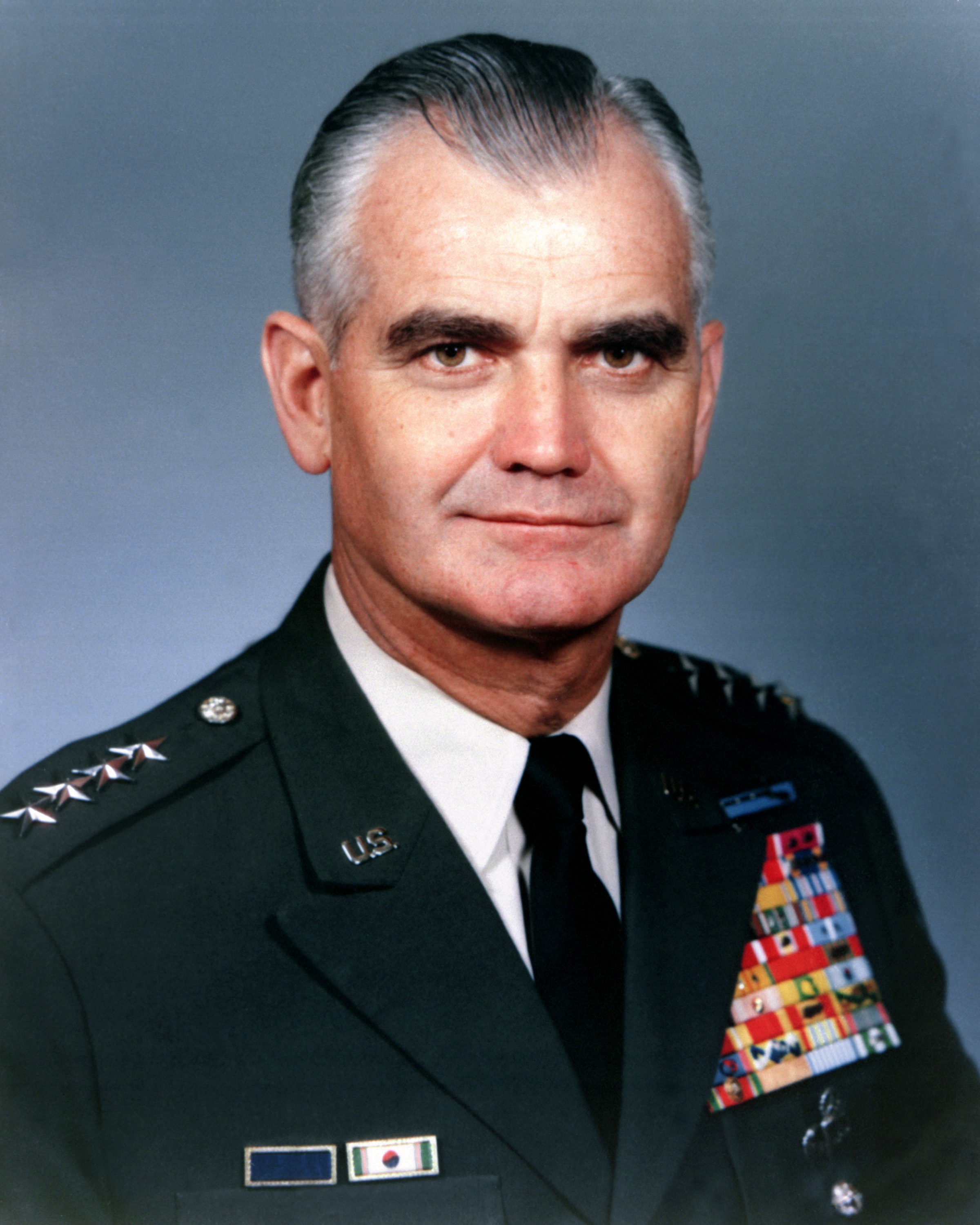
General William C. Westmoreland (1969)

William Childs Westmoreland (* 26. März 1914 in Spartanburg, South Carolina; † 18. Juli 2005 in Charleston, South Carolina) war ein General der US Army, Kommandierender General des Military Assistance Command, Vietnam und damit Oberbefehlshaber der US-Truppen im Vietnamkrieg zwischen 1964 und 1968.

## Militärische Laufbahn

Westmoreland (links) im Oval Office bei einem Gespräch mit Präsident Johnson, 1967

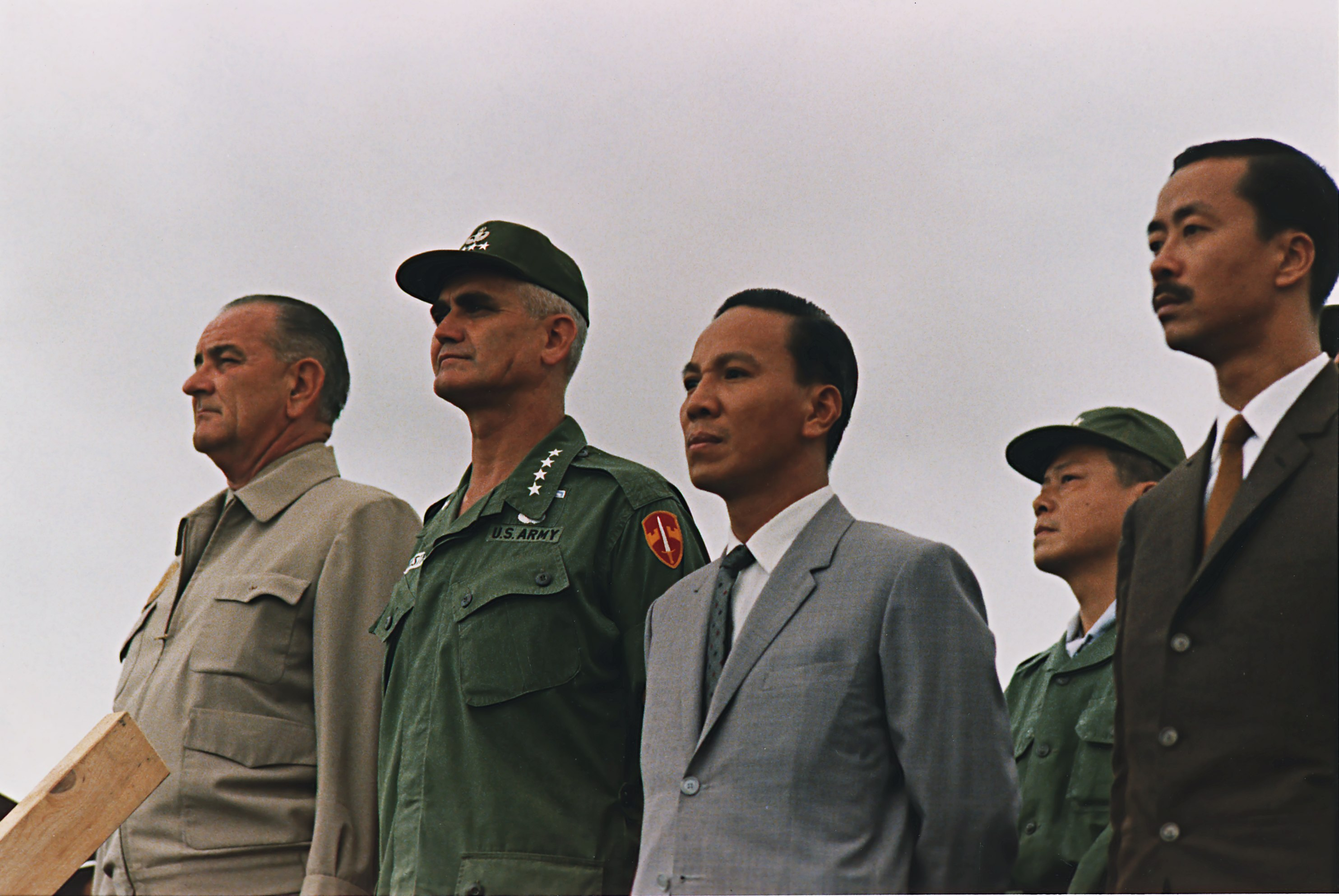
Südvietnam, 26. Oktober 1966 (von links): Lyndon B. Johnson, William Westmoreland, Nguyễn Văn Thiệu, Nguyễn Cao Kỳ (ganz rechts)

Westmoreland beendete 1936 die US Military Academy in West Point. Er kommandierte im Zweiten Weltkrieg ein Artilleriebataillon in Nordafrika. Er nahm an der Landung in Casablanca und an der Invasion Siziliens, der Operation Husky, dem Auftakt des Italienfeldzuges 1943, teil.
Bei Kriegsende diente er als Stabschef der 9. US-Infanteriedivision und wechselte daraufhin zu den Luftlandetruppen. Im Koreakrieg führte er ein Fallschirmjägerbataillon und stieg zum Kommandeur der unter US-Militärs legendären 101. US-Luftlandedivision auf. Nach einer Phase am National War College wurde Westmoreland 1964 zum General befördert und von Verteidigungsminister Robert McNamara abkommandiert zum militärischen Beratungskommando Vietnam (Military Assistance Command, Vietnam).
Damit begann seine Aktivität als nomineller Oberbefehlshaber der amerikanischen Streitkräfte im Vietnamkrieg. Allerdings blieb sein Einfluss stets beschränkt, da er weder Kontrolle über die zugehörigen Einheiten und Operationen der US Air Force und US Navy, noch über die Aktivitäten der CIA in Vietnam besaß. Mit seiner Doktrin von überlegener Feuerkraft und Luftmobilität gelang es ihm bis 1967 zwar nicht, den Vormarsch des Vietcong in ländlichen Gebieten zu stoppen, aber doch wenigstens zu verlangsamen. Der Wendepunkt des Krieges war die Tet-Offensive 1968, bei der die kommunistischen Streitkräfte Städte und Gemeinden in ganz Südvietnam angriffen. Zu dieser Zeit konzentrierte sich Westmoreland auf die Schlacht um Khe Sanh und betrachtete die Tet-Offensive als Ablenkungsmanöver. Es ist nicht klar, ob Khe Sanh als Ablenkungsmanöver für die Tet-Offensive gedacht war oder umgekehrt; manchmal wird dies auch als das Rätsel von Khe Sanh bezeichnet. Wie dem auch sei, die US-amerikanischen und südvietnamesischen Truppen wehrten die Angriffe während der Tet-Offensive erfolgreich ab, und die kommunistischen Streitkräfte erlitten schwere Verluste, aber die Heftigkeit des Angriffs erschütterte das Vertrauen der Öffentlichkeit in Westmorelands frühere Zusicherungen über den Stand des Krieges. Die politische Debatte und die öffentliche Meinung veranlassten die Regierung Johnson, die Zahl der US-Truppen in Vietnam nicht weiter zu erhöhen. Neun Monate später, als die Berichte über das Massaker von My Lai bekannt wurden, widerstand Westmoreland dem Druck der neuen Nixon-Regierung, die eine Vertuschung forderte, und drängte auf eine umfassende und unparteiische Untersuchung durch Generalleutnant William R. Peers. Nach 1969 bemühte sich Westmoreland auch, das Massaker von Phong Nhị und Phong Nhất ein Jahr nach dem Ereignis zu untersuchen.
Während seiner Zeit als Kommandierender General in Vietnam stieg die Zahl der US-Soldaten (zu Beginn „Militärberater“ genannt) von 15.000 (1964) auf 500.000 (1968). Nicht zuletzt deswegen wurde sein Name von politischen Aktivisten in den USA in "General Wastemoremen" (General Verschwende-mehr-Männer) verballhornt.
Westmoreland war überzeugt, dass die vietnamesischen Kommunisten durch einen Zermürbungskrieg vernichtet werden könnten, der die nordvietnamesische Armee theoretisch kampfunfähig machen würde. Seine Kriegsstrategie war gekennzeichnet durch den massiven Einsatz von Artillerie und Luftstreitkräften sowie durch wiederholte Versuche, die Kommunisten in Gefechten in großen Einheiten zu bekämpfen und so die weitaus überlegene Feuerkraft und Technologie der USA auszunutzen. Westmoreland antwortete den Amerikanern, die die hohe Zahl der Opfer unter der vietnamesischen Zivilbevölkerung kritisierten, wie folgt: "Es entzieht dem Feind die Bevölkerung, nicht wahr?" Die nordvietnamesische Armee (NVA) und die Nationale Befreiungsfront Südvietnams (NLF) waren jedoch in der Lage, das Tempo der Zermürbung entsprechend ihren eigenen Zielen zu diktieren: Indem sie weiterhin einen Guerillakrieg führten und Schlachten in großen Einheiten vermieden, verweigerten sie den Amerikanern die Möglichkeit, die Art von Krieg zu führen, die sie am besten beherrschten, und sie sorgten dafür, dass die Unterstützung der amerikanischen Öffentlichkeit für den Krieg durch Zermürbung schneller abnahm als sie selbst.
Als er weitere 206.000 Mann und eine Mobilisierung der Reserveeinheiten forderte sowie eine Ausweitung des Krieges auf Nachbarländer, um die Nachschublinien des Feindes zu unterbrechen und sogar den Einsatz von Nuklearwaffen gegen Hanoi forderte, wurde der General im Juni 1968 von US-Präsident Lyndon B. Johnson abberufen und durch General Creighton Abrams ersetzt. Zur Ironie der Geschichte gehört, dass zwei Jahre nach seiner Abberufung der Krieg auf Kambodscha und Laos ausgeweitet wurde, wie er es schon während seines Kommandos vehement gefordert hatte, was Präsident Johnson jedoch ablehnte und erst dessen Nachfolger Richard Nixon veranlasst hatte.
Er diente danach bis zu seiner Pensionierung 1972 fast ohne jeglichen Einfluss als Chief of Staff of the Army. Westmoreland schob in seinem Memorandum War in Vain? die Schuld am Versagen der so genannten Abnutzungsstrategie („war of attrition“) auf Präsident Johnson, der seine Ziele in Vietnam zu unsicher und nachgiebig verfolgt habe.
1974 scheiterte Westmoreland mit seiner Kandidatur als Gouverneur von South Carolina bei den parteiinternen Vorwahlen der Republikaner, wo er nur Zweiter wurde.
1965 war er Mann des Jahres des Time Magazine.

## Privatleben
1947 heiratete er Katherine (Kitsy) Stevens van Deusen. Sie hatten drei Kinder, zwei Töchter namens Katherine und Margaret, sowie den Sohn James Ripley. William Westmoreland starb am 18. Juli 2005 im Alter von 91 Jahren im Bishop Gadsden Altersheim in Charleston, South Carolina.
Am 23. Juli 2005 wurde er auf dem Friedhof der Militärakademie West Point mit militärischen Ehren bestattet.

## Auszeichnungen
Auswahl der Dekorationen, sortiert in Anlehnung der Order of Precedence of Military Awards:
- Army Distinguished Service Medal (4 ×)
- Legion of Merit (3 ×)
- Bronze Star (2 ×)
- Air Medal (10 ×)
- National Defense Service Medal
- Korean Service Medal
- Vietnam Service Medal
- Ritter der französischen Ehrenlegion
- Croix de guerre mit bronzener Palme
- Orden der Krone von Thailand 1. Klasse

## Publikationen
- A Soldier Reports. Doubleday, 1976.
- The Secret Vietnam War: The United States Air Force in Thailand 1961–1975. MacFarland & Co., 1996.
- War in Vietnam: The History of America's Conflict in Southeast Asia. Salamander Books, 1998.